# Eosentomon longisquamum
Eosentomon longisquamum är en urinsektsart som beskrevs av Andrzej Szeptycki 1986. Eosentomon longisquamum ingår i släktet Eosentomon och familjen trakétrevfotingar. Inga underarter finns listade i Catalogue of Life.